# Kosta Barbarouses
Kosta Barbarouses (* 19. Februar 1990 in Wellington) ist ein neuseeländischer Fußballspieler, der auch die griechische Staatsbürgerschaft besitzt. Er wurde bereits mit drei verschiedenen Vereinen australischer Meister. Derzeit steht er beim Sydney FC unter Vertrag.

## Vereinskarriere
Barbarouses spielte bereits als Jugendlicher für Team Wellington in der New Zealand Football Championship und gewann 2006 die neuseeländische Jugendmeisterschaft. 2007 wurde er vom neu gegründeten A-League-Klub Wellington Phoenix unter Vertrag genommen. Sein Profidebüt gab der Stürmer im Oktober 2007 gegen die Central Coast Mariners, kam aber bis zum Saisonende nur noch zu zwei weiteren Einsätzen. In der Saison 2008/09 kam er zu fünf Ligaeinsätzen, dabei erzielte er im Januar 2009 gegen Adelaide United seinen ersten Treffer. Nachdem er auch in der Saison 2009/10 nicht über die Rolle des Ergänzungsspielers hinausgekommen war, lehnte er eine Vertragsverlängerung ab und unterschrieb im Februar 2010 einen Drei-Jahres-Vertrag beim Ligakonkurrenten Brisbane Roar. Nach einer überragenden Saison mit Brisbane, in der er mit zwölf Saisontoren zum Meistertitel beitrug, wechselte er im Sommer 2011 zum russischen Zweitligisten Alanija Wladikawkas. Zur Saison 2012/13 war Barbarouses an den griechischen Erstligisten Panathinaikos Athen ausgeliehen.
Zur Saison 2013/14 wechselte Barbarouses zurück in die A-League zu Melbourne Victory. Zur Saison 2019/20 wechselte er zu Sydney FC.

## Nationalmannschaft
2007 qualifizierte sich Barbarouses mit der neuseeländischen U-17-Auswahl für die U-17-Weltmeisterschaft in Südkorea. Das Turnier lief für die von Barbarouses angeführte Auswahl enttäuschend, nach der Vorrunde musste man mit 0 Punkte und 0:13 Toren wieder abreisen. Im Technischen Bericht des Turniers wird er als einziger Spieler seiner Mannschaft hervorgehoben und als „dribbelstarker und wendiger Angreifer“ beschrieben. Ein Jahr später verpasste er mit der U-20 überraschend die Qualifikation für die Junioren-WM 2009, als man hinter Tahiti und Neukaledonien nur den dritten Rang belegte.
Am 19. November 2008 gab er 18-jährig im bedeutungslosen letzten Spiel des OFC-Nationen-Pokals (und gleichzeitig WM-Qualifikationsspiel) gegen die Fidschi-Inseln sein Länderspieldebüt in der A-Nationalmannschaft Neuseelands. Für die WM 2010, für die sich Neuseeland zum zweiten Mal nach 1982 qualifizieren konnte, wurde er nicht nominiert. Am 23. Mai 2012 erzielte er im Freundschaftsspiel gegen El Salvador sein erstes Tor für die A-Nationalmannschaft zum 2:2-Endstand. In der Ozeanien-Qualifikation für die WM 2014 wurde er in neun Spielen und dann in beiden gegen Mexiko verloren interkontinentalen Play-off-Spielen eingesetzt. Bei der gewonnenen Fußball-Ozeanienmeisterschaft 2016 wurde er im Halbfinale und Finale eingesetzt. In der Ozeanien-Qualifikation für die WM 2018 wurde er in sechs Spielen sowie den beiden interkontinentalen Play-off-Spielen gegen Peru eingesetzt. Nach einem torlosen Remis im Heimspiel verloren die Neuseeländer in Peru mit 0:2. Beim dazwischen ausgetragenen FIFA-Konföderationen-Pokal 2017 wurde er bei den drei Niederlagen gegen Russland, Mexiko und Portugal zweimal ein- und einmal ausgewechselt. In der Ozeanien-Qualifikation für die WM 2022 wurde er in zwei Gruppenspielen eingesetzt. Als Sieger qualifizierte sich Neuseeland für die interkontinentalen Play-offs gegen Costa Rica am 14. Juni 2022. Barbarouses wurde in der 60. Minute beim Stand von 0:1 eingewechselt und erhielt neun Minuten später die Rote Karte wegen gefährlichem Foulspiel. Die verbliebenen zehn Neuseeländer konnten dem Spiel keine Wende mehr geben, so dass erneut die WM-Endrunde verpasst wurde.

## Erfolge
- Australischer Meister: 2010/2011 (mit Brisbane Roar), 2014/2015 (mit Melbourne Victory, Finaltorschütze), 2017/2018 (mit Melbourne Victory, Siegtorschütze im Finale), 2019/2020 (mit Sydney FC)
- Australischer Pokalsieger: 2015  (mit Melbourne Victory)
- Ozeanienmeister 2016